# تحالف الوحدة الوطنية الكبير
تحالف الوحدة الوطنية الكبير (بالإسبانية: Gran Alianza por la Unidad Nacional)‏ هو حزب سياسي سلفادوري، أسس في 16 يناير 2010، يقع مقره في سان سلفادور.

## أعضاء بارزون
- كود سباركل
- تحديث القائمة

- نجيب أبو كيلة
- Félix Ulloa, Jr.
- Juan Miguel Bolaños